# 名古屋大学大学院工学研究科・工学部
名古屋大学大学院工学研究科（なごやだいがくだいがくいんこうがくけんきゅうか、英称: Graduate School of Engineering）は、名古屋大学大学院に設置される研究科の一つである。また、名古屋大学工学部（なごやだいがくこうがくぶ、英称: School of Engineering）は、名古屋大学に設置される学部の一つである。

## 概要
1939年に名古屋帝国大学に理工学部が設置され、1942年理工学部から分離されて工学部が設立された。名古屋大学大学院工学研究科・工学部では工学領域の多様な研究が行われている。2014年には赤﨑勇特別教授及び赤﨑研究室出身の天野浩教授がノーベル物理学賞を受賞している。

## 沿革
- 1939年 - 名古屋帝国大学に理工学部を設立。機械学科、電気学科、応用化学科、金属学科、航空学科を設置[1]。
- 1942年 - 理工学部を工学部と理学部に分離[1]。
- 1945年 - 航空学科を廃止。物理工学科を設置[1]。
- 1949年 - 物理工学科を廃止[1]。
- 1952年 - 化学工学科を設置[1]。
- 1953年 - 大学院工学研究科を設置[1]。
- 1956年 - 航空学科及び附属自動制御研究施設を設置[1]。
- 1958年 - 電子工学科を設置[1]。
- 1959年 - 応用物理学科を設置[1]。
- 1960年 - 機械工学第二学科及び附属プラズマ工学研究施設を設置[1]。
- 1961年 - 合成化学科及び土木工学科を設置。附属プラズマ工学研究施設を廃止[1]。
- 1962年 - 鉄鋼工学科を設置[1]。
- 1963年 - 建築学科及び附属人工結晶研究施設を設置[1]。
- 1966年 - 原子核工学科を設置[1]。
- 1967年 - 電気工学第二学科を設置[1]。
- 1971年 - 附属土圧研究施設を設置[1]。
- 1973年 - 情報工学専攻を設置[1]。
- 1976年 - 附属電子光学実験施設を設置[1]。
- 1977年 - 結晶材料工学専攻を設置[1]。
- 1979年 - 地盤工学専攻を設置[1]。
- 2003年 - 情報工学専攻を分離し名古屋大学大学院情報科学研究科を設立[1]。

## 学科
- 入学定員680人[4]
  - 化学生命工学科[4]
  - 物理工学科[4]
  - マテリアル工学科[4]
  - 電気電子情報工学科[4]
  - 機械・航空宇宙工学科[4]
  - エネルギー理工学科[4]
  - 環境土木・建築学科[4]

## 研究科
名古屋大学#研究科

## 著名な出身者

### 政治
- 伊藤誠一 - 第20代美濃加茂市長、同副市長
- 岩井茂樹 - 静岡県東伊豆町長、国土交通副大臣兼内閣府副大臣兼復興副大臣（菅義偉内閣）、参議院議員（2期）
- 上野政夫 - 愛知県西春町長（5期）、愛知県町村会会長、西春町議会議員（2期）、枚方市議会議員（2期）
- 大山耕二 - 岐阜県中津川市長（2期）、国土交通省中部地方整備局副局長
- 久世孝宏 - 第11代半田市長、半田市議会議長
- 住吉寛紀 - 衆議院議員、兵庫県議会議員（1期）
- 日髙輝夫 - 第7代愛知県東浦町長[5]
- 水野義則 - 第12-13代尾張旭市長、尾張旭市議会議員（4期）
- 山本明彦 - 内閣府副大臣（第1次安倍改造内閣・福田康夫内閣）、衆議院議員（3期）、愛知県議会議員（3期）、豊橋青年会議所理事長

### 行政
- 田口康 - 文部科学省国際統括官、元日本原子力研究開発機構副理事長
- 西村勇 - 元特許庁審査官、元上小阿仁国民健康保険診療所長、医師
- 殿谷正行 - 元国土交通省航空保安大学校校長、航空大学校理事長
- 片平和夫 - 元国土交通省大阪航空局長、元港湾空港技術研究所特別研究官
- 難波喬司 - 元国土交通省大臣官房技術総括審議官、元静岡県副知事・元同県理事、慶應義塾大学特任教授、京都大学客員教授、静岡市長
- 内藤正彦 - 元国土交通省北陸地方整備局長、元リバーフロント整備センター主席研究員
- 竹内大二 - 元原子力規制庁原子力安全技術総括官、岡山大学副学長
- 彦坂正人 - 警察庁情報通信局長、元島根県警察本部長
- 永田健 - 元豊田市副市長、元国土交通省中部運輸局企画観光部長
- 児玉敏雄 - 日本原子力研究開発機構理事長、元三菱重工業副社長、国家功労勲章
- 林政義 - 元新エネルギー・産業技術総合開発機構理事長、元動力炉・核燃料開発事業団理事長
- 高橋重雄 - 元港湾空港技術研究所理事長、米国土木学会国際海岸工学賞

### 経済
- 石原美幸 - UACJ社長、日本アルミニウム協会会長
- 磯谷智生 - 元豊田自動織機社長、元日本プラントメンテナンス協会会長
- 岩瀬隆広 - 元トヨタ車体社長、元愛知製鋼会長、愛知県公安委員会委員長
- 内山田竹志 - トヨタ自動車会長、元日本経団連副会長、発明協会副会長
- 江副茂 - 元東陶機器（現TOTO）社長、元九州・山口経済連合会副会長
- 小倉忠 - 元ノリタケカンパニーリミテド社長、愛知カンツリー倶楽部理事長、名古屋商工会議所副会頭
- 小林宏史 - 元旭化成建材社長、日本建築仕上学会学会賞
- 斎藤明彦 - 元デンソー会長、元トヨタ自動車副社長
- 榊原定征 - 関西電力会長、産業革新投資機構取締役会議長、元東レ社長、第4代日本経団連会長、元日本化学会会長
- 佐々木一郎 - ブラザー工業社長
- 清水定彦 - 元東邦ガス社長
- 清水哲也 - 大同特殊鋼社長、特殊鋼倶楽部会長
- 杉山武史 - 元三菱電機社長
- 鈴木茂樹 - プライムアースEVエナジー社長
- 田中義克 - 元トヨタ自動車北海道社長、北海道立総合研究機構理事長、元北海道経済連合会副会長
- 谷口孝男 - 元アイシン・エイ・ダブリュ社長
- 土屋総二郎 - 元デンソー副社長、元日本プラントメンテナンス協会会長、元日本機械学会副会長
- 豊田章一郎 - トヨタ自動車名誉会長、第8代経済団体連合会会長、元恩賜財団済生会会長、従二位桐花大綬章
- 中村俊介 - しくみデザインCEO、Intel Perceptual Computing Challengeグランプリ
- 新美篤志 - 元ジェイテクト会長、元トヨタ自動車副社長、元中部経済同友会代表幹事
- 西川富夫 - 名鉄グランドホテル社長、愛知県経営者協会副会長
- 袴田武史 - ispace創業者・CEO、元HAKUTO代表
- 橋本孝之 - 元日本アイ・ビー・エム社長
- 長谷川武彦 - 元ヤマハ発動機社長
- 服部哲夫 - 元関東自動車工業社長、ファインセラミックスセンター理事長
- 花木義麿 - オークマ社長、日本工作機械工業会会長
- 林義郎 - 元ボーダフォン日本法人（現ソフトバンク）会長、元J-フォン東京社長
- 久田哲史 - Speee創業者・元代表取締役、Print代表取締役、Datachain代表取締役
- 増田信之 - 東邦ガス社長
- 水谷千加古 - 元住生活グループ（現LIXILグループ）社長、元INAX社長
- 宮池克人 - 中日本高速道路社長CEO、元中部電力副社長
- 森下俊三 - 元NTT西日本社長、阪神高速道路会長、NHK経営委員長、元関西経済同友会代表幹事
- 吉田守孝 - アイシン社長、豊田中央研究所会長、元トヨタ自動車副社長
- 和田明広 - 元アイシン精機会長、元トヨタ自動車副社長、元日本機械学会会長

### 研究
- 秋山秀典 - プラズマ科学、熊本大学教授、IEEEフェロー、電気学会上級会員
- 天野浩 - 電子工学、名古屋大学教授、ノーベル物理学賞、文化勲章、全米技術アカデミー外国人会員、英国物理学会フェロー
- 家田正之 - 電気工学、名古屋大学名誉教授、元電気学会会長
- 石黒正人 - 天文学、国立天文台名誉教授、ALMA計画日本側責任者、元野辺山宇宙電波観測所所長
- 石田幸男 - 機械工学、名古屋大学名誉教授、元日本機械学会機械力学・計測制御部門長
- 石原一彰 - 有機化学、名古屋大学教授、日本化学会賞
- 板倉文忠 - 情報通信工学、名古屋大学名誉教授、元電子情報通信学会副会長、紫綬褒章、IEEEモーリス・N・リーブマン記念賞
- 伊藤宗彦 - 経営学、神戸大学教授、元オペレーションズマネジメント＆ストラテジー学会会長
- 稲垣康善 - 情報工学、名古屋大学名誉教授、元豊橋技術科学大学副学長、元電子情報通信学会副会長
- 芋川玄爾 - 医学、東京工科大学教授、日本化学会化学技術賞、日本化学工業協会技術賞
- 岩田彰 - 情報工学、元名古屋工業大学名誉教授・元副学長、電子情報通信学会論文賞
- 海野肇 - 生体工学、東京工業大学名誉教授
- 大井貴史 - 有機化学、名古屋大学教授、王立化学会フェロー、日本学術振興会賞、井上学術賞
- 大岡昌博 - 機械工学、名古屋大学教授、元日本機械学会機素潤滑設計部門長
- 大久保仁 - 電気工学、名古屋大学名誉教授、元電気学会会長
- 大谷順 - 土木工学、熊本大学理事・副学長、元地盤工学会会長
- 大野信忠 - 材料力学、名古屋大学名誉教授、元日本機械学会副会長
- 小川英次 - 経営学、名古屋大学名誉教授、第6代中京大学学長、学校法人梅村学園名誉理事長、日経・経済図書文化賞
- 奥宮正哉 - 建築学、名古屋大学名誉教授、元空気調和・衛生工学会会長
- 小澤正邦 - 材料工学、名古屋大学教授、現代短歌評論賞
- 小野木克明 - プロセスシステム工学、名古屋大学名誉教授、元日本学術振興会プロセスシステム工学第143委員長
- 赫冀成 - 金属工学、元東北大学学長、元中国金属学会副会長
- 梶田将司 - 情報工学、京都大学教授
- 架谷昌信 - 化学工学、名古屋大学名誉教授、元化学工学会会長
- 加藤一実 - 材料工学、産業技術総合研究所フェロー、日本学術会議会員、文部科学大臣表彰科学技術賞
- 後藤元信 - 化学工学、名古屋大学教授、文部科学大臣賞
- 鹿野清宏 - 音情報処理学、奈良先端科学技術大学院大学教授、IEEEフェロー、電子情報通信学会最優秀論文賞
- 川島一彦 - 土木工学、東京工業大学名誉教授、元日本地震工学会会長
- 北川高嗣 - 情報学、筑波大学教授
- 後藤俊夫 - 電子工学、名古屋大学名誉教授・元副総長、元応用物理学会会長
- 酒井康彦 - 機械工学、名古屋大学教授、元日本機械学会流体工学部門長
- 坂平文博 - 情報科学、大阪工業大学准教授
- 澤木宣彦 - 電子工学、名古屋大学名誉教授、英国物理学会フェロー
- 三分一政男 - 化学工学、元山口大学学長、元宇部工業高等専門学校長
- 猿渡洋 - 情報工学、東京大学教授、文部科学大臣表彰科学技術賞
- 柴田崇徳 - ロボット工学、産業技術総合研究所主任研究員、パロ開発者、グッドデザイン賞、内閣総理大臣奨励賞
- 白井良明 - 情報工学、大阪大学名誉教授、元国際パターン認識連盟副会長、元人工知能学会会長
- 神野清勝 - 化学工学、豊橋技術科学大学名誉教授・元副学長、ヘルシンキ大学メダル
- 末永康仁 - 情報工学、名古屋大学名誉教授、元電子情報通信学会情報・システムソサイエティ会長
- 末松良一 - 機械工学、名古屋大学名誉教授、元豊田工業高等専門学校長、九代玉屋庄兵衛後援会長
- 杉浦邦征 - 土木工学、京都大学教授、元土木学会複合構造委員長
- 鈴置保雄 - 電気工学、名古屋大学名誉教授、元エネルギー・資源学会会長、中部生産性本部副会長
- 瀬口哲夫 - 建築学、名古屋市立大学名誉教授、日本建築学会賞
- 髙井吉明 - 超電導、名古屋大学名誉教授、元豊田工業高等専門学校長、文部科学大臣表彰科学技術賞
- 高田毅士 - 地震工学、東京大学名誉教授、元日本政府観光局MICEアンバサダー
- 田川智彦 - 化学工学、名古屋大学名誉教授、豊田工業高等専門学校長、元新エネルギー・産業技術総合開発機構技術委員長
- 高野研一 - 人間工学、慶應義塾大学教授、日本原子力発電取締役、義塾賞
- 武田一哉 - 情報工学、名古屋大学副総長、ティアフォー社長、元日本音響学会副会長
- 田中英一 - 機械工学、名古屋大学名誉教授、東海職業能力開発大学校長
- 田中信夫 - 物理工学、名古屋大学名誉教授、元日本顕微鏡学会会長、文部科学大臣表彰科学技術賞
- 田中昌司 - 認知科学、上智大学教授
- 柘植新 - 化学工学、名古屋大学名誉教授、元日本分析化学会会長
- 寺田賢二郎 - 計算力学、東北大学教授、元日本計算工学会会長
- 鳥脇純一郎 - 情報工学、名古屋大学名誉教授、元国際パターン認識連盟副会長、元画像電子学会会長、文部科学大臣賞研究功績者
- 長田昭義 - 電気工学、大阪工業大学名誉教授
- 中村隆 - 機械工学、名古屋工業大学副学長、元電気加工学会会長、元日本トライボロジー学会会長
- 中村光 - 土木工学、名古屋大学教授、元土木学会構造工学委員長
- 長森英二 - 生物工学、大阪工業大学准教授
- 新美智秀 - 機械工学、元名古屋大学教授、元日本機械学会流体工学部門長
- 新家光雄 - 金属工学、東北大学名誉教授、元日本金属学会会長、日本チタン学会会長
- 西永頌 - 半導体工学、東京大学名誉教授、元豊橋技術科学大学学長、元国際結晶成長機構会長、元日本結晶成長学会会長
- 西堀泰英 - システム工学、大阪工業大学准教授
- 服部忠 - 物理化学、名古屋大学名誉教授、元触媒学会会長
- 早川正士 - 電磁環境学、電気通信大学名誉教授、電子情報通信学会フェロー、電気学会上級会員
- 林洋一 - 超電導、青山学院大学教授
- 梅澤博臣 - 物理学、アルバータ大学名誉教授、元東京大学教授
- 林良嗣 - 交通工学、名古屋大学名誉教授、ローマクラブ正会員、元世界交通学会会長、元土木学会副会長、元日本環境共生学会会長
- 原田昇 - 交通工学、東京大学名誉教授・元副学長、元八大学工学系連合会会長
- 日比野倫夫 - 電子工学、名古屋大学名誉教授、元日本電子顕微鏡学会会長
- 平野眞一 - 材料工学、第12代名古屋大学総長、上海交通大学平野材料創新研究所長、元大学評価・学位授与機構長、アメリカセラミックス学会最高栄誉賞
- 藤本哲夫 - 気体力学、名古屋大学名誉教授、三重大学名誉教授
- 福村晃夫 - 情報工学、名古屋大学名誉教授
- 福安直樹 - 情報工学、大阪工業大学教授
- 福和伸夫 - 耐震工学、名古屋大学名誉教授、元日本地震工学会会長
- 松尾亜紀子 - 航空工学、慶應義塾大学教授、日本航空宇宙学会会長
- 松下裕秀 - 物理化学、名古屋大学名誉教授・元副総長、元高分子学会副会長
- 丸勢進 - 電子工学、名古屋大学名誉教授、元名城大学学長、元日本電子顕微鏡学会会長
- 宮原諄二 - 経営工学、元一橋大学イノベーション研究センター長・教授、エーザイ取締役、発明協会発明協会長賞
- 三輪茂雄 - 粉体工学、同志社大学名誉教授、元白石工業監査役
- 村瀬洋 - 情報科学、名古屋大学教授、紫綬褒章、IEEEフェロー、前島密賞
- 森田耕一郎 - 天文学、元国立天文台教授
- 森政弘 - 制御工学、東京工業大学名誉教授、日本ロボット学会名誉会長、紫綬褒章、NHK放送文化賞
- 森脇隆夫 - 化学工学、元上智学院理事長、上智大学名誉教授、カトリック教会司祭
- 横井茂樹 - 電子社会論、名古屋大学名誉教授、日本ME学会論文賞、市村学術賞貢献賞
- 鷲田豊明 - 経済学、上智大学名誉教授、元環境経済・政策学会副会長、お笑い芸人わっしー教授

### 文化
- 蜂須賀達志 - 建築家、元日総建社長、グッドデザイン賞
- 浜田邦裕 - 建築家、デザイン博国際設計競技最優秀賞
- 佐々木睦朗 - 構造家、法政大学教授、日本建築学会賞、松井源吾賞、BCS賞
- 池田昌弘 - 構造家、松井源吾賞、吉岡賞、JIA新人賞
- 成田昌隆 - CGモデラー
- 森博嗣 - 小説家、元名古屋大学助教授、メフィスト賞、セメント協会論文賞
- 西脇辰弥 - 作曲家、編曲家、LIV MOONメンバー
- 柵木幹太 -プロ棋士

### その他
- 小玉秀男 - 弁理士、3Dプリンターの基幹技術となる光造形装置を発明、ランク賞
- 渡辺雄三 - 臨床心理士、人間環境大学教授
- 戸塚宏 - 戸塚ヨットスクール校長、戸塚ヨットスクール事件で懲役6年
- 舛名大周一 - 大相撲力士、元三段目、中日新聞社記者

## 博士号取得者
- 森英介 - 元法務大臣
- 赤﨑勇 - 半導体工学、名古屋大学特別教授、ノーベル物理学賞、文化勲章、日本学士院賞恩賜賞
- 新井史人 - ロボット工学、東京大学教授、文部科学大臣表彰科学技術賞
- 遠藤守信 - 物理学、信州大学教授、紫綬褒章
- 外村彰 - 物理学、元沖縄科学技術大学院大学教授、元日本学士院会員、日本学士院賞恩賜賞、文化功労者
- 長野靖尚 - 機械工学、名古屋工業大学名誉教授・元副学長、元日本流体力学会会長、元日本伝熱学会会長
- 吉村昇 - 電気工学、元秋田大学学長、元東北公益文科大学学長